# The Dome at America’s Center
The Dome at America’s Center ist ein überdachtes Stadion in der US-amerikanischen Stadt St. Louis im Bundesstaat Missouri. Es ist Teil des Kongresszentrums America’s Center. Es war von 1995 bis 2015 die Heimspielstätte der St. Louis Rams aus der National Football League (NFL). Die Rams wurden zur Saison 2016 nach Los Angeles verlegt. Seit 2020 trägt die Footballmannschaft der St. Louis BattleHawks aus der XFL ihre Partien im Dome aus.

## Geschichte
Das Stadion mit 66.000 Plätzen wurde 1995 mit dem Namen „Trans World Dome“ fertiggestellt. Eröffnet wurde es am 12. November des Jahres und kostete 280 Mio. US-Dollar. Den Sponsorname erwarb am 25. Januar 2002 das Unternehmen Edward D. Jones & Co., L.P. In der Zeit von 2002 bis 2016 trug die Arena den Namen Edward Jones Dome. Im Februar 2016 wurde der Sponsorvertrag durch Edward Jones gekündigt.

## Veranstaltungen
Der Dome wurde zum Schauplatz der größten Indoor-Versammlung in der Geschichte der USA als 1999 Papst Johannes Paul II. eine Messe im Stadion hielt. Über 104.000 Besucher waren anwesend.